# NGC 869
NGC 869 је расејано звездано јато у сазвежђу Персеј које се налази на NGC листи објеката дубоког неба.
Деклинација објекта је + 57° 8' 6" а ректасцензија 2h 19m 4,0s. Привидна величина (магнитуда) објекта NGC 869 износи 5,3. NGC 869 је још познат и под ознакама OCL 350, Chi Per, Double cluster.